# الاختلافات النصية في رسالة بطرس الأولى
الاختلافات النصية في رسالة بطرس الأولى (بالإنجليزية: Textual variants in the First Epistle of Peter ) هي موضوع دراسة الاختلافات النصية في المخطوطات او ترجمات عندما يقوم الناسخ بإجراء تحريفات متعمدة أو غير مقصودة في مخطوطة على النص الذي يتم إعادة إنتاجه او ترجمته وترد في هذه المقالة أدناه قائمة مختصرة من المتغيرات النصية في هذا الكتاب بالذات.

## الاختلافات النصية الموجودة
إِنْ عُيِّرْتُمْ بِاسْمِ الْمَسِيحِ فَطُوبَى لَكُمْ، لأَنَّ رُوحَ الْمَجْدِ وَاللهِ يَحِلُّ عَلَيْكُمْ. أَمَّا مِنْ جِهَتِهِمْ فَيُجَدَّفُ عَلَيْهِ، وَأَمَّا مِنْ جِهَتِكُمْ فَيُمَجَّدُ. ( 1 بطرس 4: 14 ) التراجم العربية التي كتبته 'الفانديك'' التي حذفته ''الحياة'' ''المشتركة'' ''البولسية'' ''المبسطة'' ''الكاثوليكية'' ''اليسوعية'' ''السارة'' في المخطوطات غير موجودة في السينائية والفاتيكانية والاسكندرية وبردية 72 والبشيتا وبعض مخطوطات الفلجاتا وبعض مخطوطات القبطي البحيريكما توجد عدة اختلافات في ذات نص في مختلف مخطوطات

### الاختلاف في محتوى النص
أَطْلُبُ إِلَى الشُّيُوخِ الَّذِينَ بَيْنَكُمْ، أَنَا الشَّيْخَ رَفِيقَهُمْ، وَالشَّاهِدَ لآلاَمِ (الْمَسِيحِ/اللهِ)، وَشَرِيكَ الْمَجْدِ الْعَتِيدِ أَنْ يُعْلَنَ، ( 1 بطرس 1:5 ) المخطوطات التي كتبت الله البردية 72